# Katarzyna Telegdi
Katarzyna Telegdi, węg. Katalin Telegdi (ur. 1492, zm. 1547) – wojewodzina siedmiogrodzka, córka podskarbiego korony węgierskiej Stefana Telegdiego i Małgorzaty Bebek de Pelsőcz.
Poślubiła wojewodę siedmiogrodzkiego Stefana Batorego. Z małżeństwa tego pochodziło ośmioro dzieci:
- Mikołaj, wzmiankowany w 1516,
- Katarzyna, wzmiankowana w 1516,
- Andrzej, marszałek nadworny,
- Zofia, żona Dymitra Csáki,
- Anna, matka hrabiny Elżbiety Batory,
- Elżbieta, żona Ludwika Pekryego z Petroviny, a po jego śmierci Władysława Krecsényi z Kányaföld,
- Krzysztof, książę Siedmiogrodu,
- Stefan, książę Siedmiogrodu i król Polski.